# شاهین (فیلم ایرانی)
شاهین نام فیلم سینمایی ایرانی است که در ژانر ترسناک گونه روانشناسانه ساخته شده‌است. این اثر که نوشتهٔ مهران رنج بر است به کارگردانی سالار طهرانی و تهیه کنندگی آرش سجادی حسینی و علی گلبهاران تولید و بعد از مراحل پسا تولید به تدوین مهدی رشوند، جلوه‌های ویژهٔ مهیار اردکانی و آهنگسازی امید رئیس دانا در سه نسخهٔ عادی، ویژهٔ ناشنوایان و ویژهٔ نابینایان در مؤسسه سینمایی «داریوش» آماده شد.
این فیلم که در آن علیرضا کمالی، گلاره عباسی، مهران رنج‌بر، بهار نوحیان، فرزین محدث، ریحانه رضی، فرشاد دهنوی، هادی الیاس، احسان امانی و آریا نادری پور به ایفای نقش پرداخته‌اند با نسخهٔ عادی عازم جشنواره‌های مختلف شد.

## حضور در جشنواره‌ها
از جمله جشنواره‌هایی که فیلم شاهین در آن‌ها حضور داشته می‌توان به موارد ذیل اشاره نمود:
1. جشنواره بین‌المللی فیلم «من هستم» انگلستان (The I am film festival London UK)
2. جشنواره «لیفت ایندیا» (Lifft India) هندوستان
3. جشنواره فیلم‌های آسیایی لس آنجلس هالیوود (AFF)
4. جشنواره بین‌المللی فیلم گبک کانادا (Gbeck film festival)
5. ال تی یو ای (Ltue film festival) ایالات متحده آمریکا در ایالت یوتا
6. جشنواره جهانی لیلون کردستان سوریه

مهران رنج‌بر تندیس بهترین فیلمنامه بلند سینمایی را برای فیلم شاهین به کارگردانی سالار طهرانی و تهیه کنندگی آرش سجادی حسینی و علی گلبهاران از جشنواره لیفت ایندیا (Lifft India) هندوستان دریافت کرد.